# Super Bowl XLIX
Super Bowl XLIX var den 49. udgave af Super Bowl. Kampen blev afviklet på University of Phoenix Stadium (tidligere Cardinals Stadium) i Gledale i Arizona.
Kampen var imellem New England Patriots og Seattle Seahawks.
Kampen endte med en 28 – 24 sejr til New England Patriots.
QB Tom Brady blev kåret som kampens MVP.
| Sport | Spire Denne artikel om sport er en spire som bør udbygges. Du er velkommen til at hjælpe Wikipedia ved at udvide den. |